# ويليام مور (سياسي)
ويليام مور (بالإنجليزية: William Moore)‏ هو محامي وقاضي وسياسي أمريكي، ولد في 25 ديسمبر 1810 في الولايات المتحدة، وتوفي في 26 أبريل 1878 في نفس البلد. حزبياً، نشط في الحزب الجمهوري. وقد انتخب عضو مجلس ولاية نيوجيرسي وانتخب عضو مجلس النواب الأمريكي (4 مارس 1867 – 3 مارس 1871).